# Schletteralm
Die Schletteralm war eine im Jahre 1667 erwähnte und bis 1962 bewirtschaftete Alm auf der Gemarkung von Isny im Allgäu im heutigen Landkreis Ravensburg.

## Geschichte
Auf einer alten Waldkarte des Benediktinerklosters St. Georg zu Isny von 1667 wird das Gebiet oberhalb Bolsternangs und Großholzleutes, heute ein Ortsteil von Isny, als Gschletter oder Bolsternanger Viehweide verzeichnet. In nordnordwestlicher Richtung im Tal der Unteren Argen in einer Entfernung von zehn Kilometer Luftlinie, lag das Römerkastell Vemania. 
Die sogenannte „Gschletter“ fand ihre Verwendung als Ochsenweide der Bauern. Zu dieser Zeit gab es keine in der heutigen Form bekannte Milchwirtschaft im Allgäu. Im Jahre 1796 vereinödete die Abtei in Bolsternang seine Fluren. Die Schletteralm war davon nicht betroffen. Im 19. Jahrhundert wurde die Milchwirtschaft zu einem tragenden Wirtschaftsfaktor des ärmlichen Berggebietes. 1841 wurden hierfür große Teile des Waldes gerodet und in Almwiesen umgewandelt. Zusätzlich zur bestehenden Alm wurde ein Sennengebäude errichtet, in dem bis 1896 Käse hergestellt wurde. 
Im Jahre 1896 errichteten die Bauern in ihrer Ortschaft Bolsternang eine eigene Käserei. Die Schletteralm wurde von der Reichsgrafschaft von Quadt-Wickradt-Isny zu einem Preis von 76500 Mark erworben. Zu der Alm gehörten auch noch umfangreiche Wäldereien bis zum Eschacher Weiher. Das gräfliche Haus baute die Alm zur Gastwirtschaft um und verpachtete sie. Im Sommer kamen nun Wanderer und im Winter Schneeschuhläufer.
1912 wurde die Alm nochmals um weitere Räume erweitert. Die Alm war eines der beliebtesten Ausflugsziele der Region und weit darüber hinaus für ihre Maitänze und Funkenfeuerfeiern bekannt. Vom Standort der Alm hat man eine gute Rundumsicht auf die Stadt Isny und das Firmengelände von Dethleffs, heute Bestandteil der Firma Hymer und das Römerkastell Vemania.
1962 fand die Alm keinen Pächter mehr und wurde auch noch durch einen Brand vollständig zerstört. Die Liegenschaft ist im Besitz des Adelshauses Quadt zu Wykradt und Isny.

## Einzelnachweis
1. ↑  Ski- und Bergsteigerzunft Bad Waldsee: 100 Jahre Skilauf Bad Waldsee (Memento vom 26. Oktober 2010 im Internet Archive)